# Prudêncio Milanez
Prudêncio Milanez (Areia, 13 de fevereiro de 1861 — 28 de novembro de 1920) foi um advogado, político e compositor brasileiro. Foi deputado estadual pelo estado da Paraíba de 1892 a 1895 e sócio do Instituto Histórico e Geográfico Paraibano, ao qual se filiou em 19 de fevereiro de 1911. Formou-se em direito pela Faculdade do Recife em 1889, tendo sido filho de Abdon Milanez com Gracinda de Brito Cotegipe, bem como irmão do músico Abdon Milanez.